# Allonville
Allonville (picardisch: Alonville) ist eine nordfranzösische Gemeinde mit 777 Einwohnern (Stand 1. Januar 2022) im Département Somme in der Region Hauts-de-France. Die Gemeinde liegt im Arrondissement Amiens, ist Mitglied des Gemeindeverbands Amiens Métropole und gehört zum Kanton Amiens-2. Die Bewohner werden Allonvillois und Allonvilloises genannt.

## Geographie
Allonville liegt in der Picardie abseits der Départementsstraße D919 rund 5,5 km nordöstlich des Zentrums von Amiens und grenzt an dieses an. Das Gemeindegebiet erstreckt sich im Westen bis zur Départementsstraße D11 und im Südosten bis über die Départementsstraße D929 nach Albert hinaus.
Umgeben wird Allonville von den sieben Nachbargemeinden:
| Cardonnette  |                                             | Saint-Gratien |
| Poulainville | Kompassrose, die auf Nachbargemeinden zeigt | Querrieu      |
| Amiens       | Camon Rivery                                |               |

## Geschichte

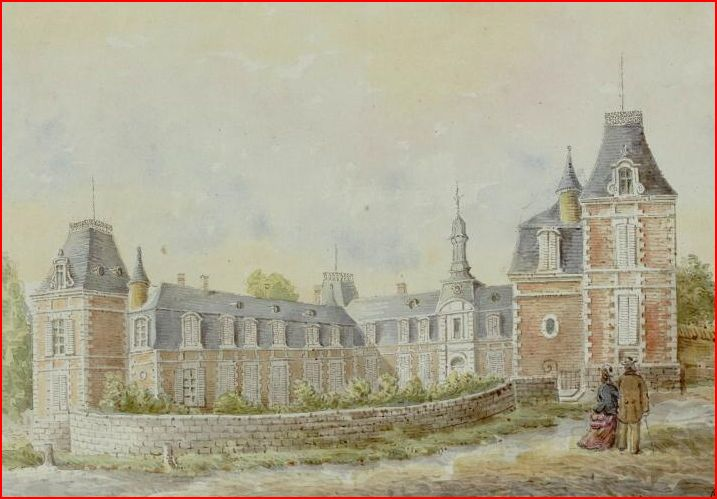
Das Schloss Allonville 1871

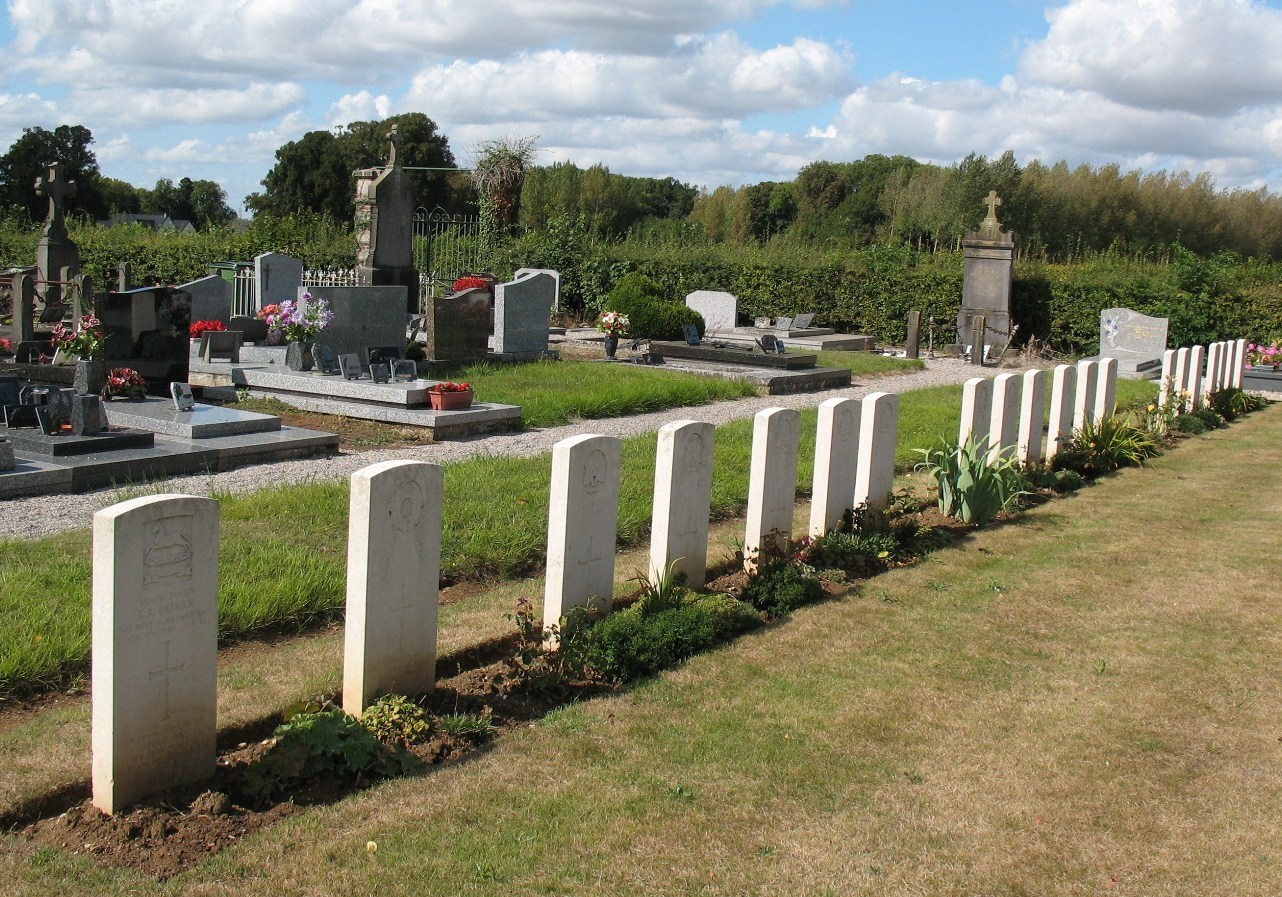
Australische Soldatengräber auf dem Gemeindefriedhof

Die Herrschaft ging der Burgherrschaft (Châtellerie) Picquigny zu Lehen, die der Grafschaft Corbie huldigte. Das Schloss auf der Höhe, das 1918 als Hauptquartier der australischen Truppen gedient hatte, wurde 1944 vollständig zerstört. Zwanzig im Ersten Weltkrieg in Allonville gefallene australische Soldaten sind auf dem Gemeindefriedhof bestattet.

## Einwohner
| 1962 | 1968 | 1975 | 1982 | 1990 | 1999 | 2006 | 2013 | 2020 |
| ---- | ---- | ---- | ---- | ---- | ---- | ---- | ---- | ---- |
| 292  | 318  | 334  | 453  | 560  | 572  | 579  | 745  | 774  |

## Sehenswürdigkeiten
- Kirche Saint-Jean-Baptiste im Stil des französischen Neoklassizismus aus dem 19. Jahrhundert
- Betkapelle aus dem 19. Jahrhundert
- Kriegerdenkmal des hier geborenen Athanase Fossé (1851–1923)